# 세륜기

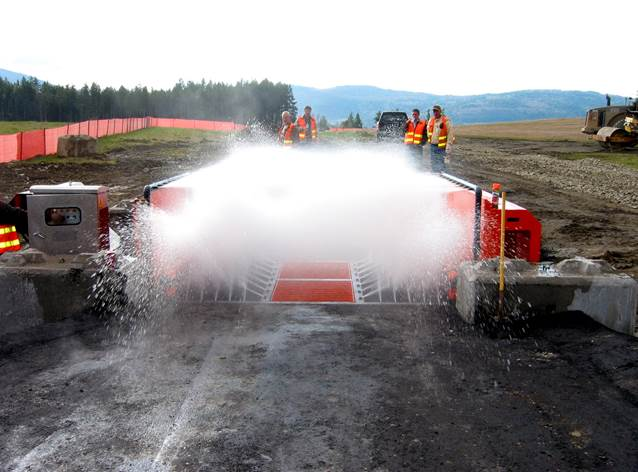
현장에 설치된 세륜기 작동 모습

세륜기는 트럭, 사용차량, 특수차량 등의 바퀴와 차체를 세척하는 장비로서 차량을 통한 오염물질의 확대나 공기중에 무작위로 발생하는 비산먼지를 예방하고 공공 도로의 손괴 등을 차단하는 건설 필수장비이다.
건설공사현장, 토목공사현장, 레미콘공장, 시멘트공장, 연탄공장, 사료공장, 매립간척지현장, 골재채취장 등에 적용한다.